# Frederick Ernest Luff
Frederick Ernest Luff (ur. 9 lipca 1896 w Cleveland, zm. 28 kwietnia 1931 tamże) – amerykański as myśliwski z czasów I wojny światowej. Osiągnął 5 zwycięstw powietrznych.
Frederick Ernest Luff na szkolenie praktyczne został skierowany do brytyjskiej eskadry myśliwskiej No. 74 Squadron RAF w lecie 1918 roku. Pierwsze zwycięstwo powietrzne odniósł 19 sierpnia 1918 nad samolotem Fokker D.VII w okolicach Ghelevelt. W No. 74 Squadron RAF służył do 19 września odnosząc łącznie 5 zwycięstw w tym dwa nad balonami obserwacyjnymi. 19 września został przeniesiony do USAAS do eskadry 25 Aero jednak nie odniósł w jednostce dalszych zwycięstw. Po powrocie do kraju dalej służył w lotnictwie. W maju 1919 roku uległ poważnemu wypadkowi lotniczemu i już nigdy nie powrócił do latania. Ostatnie pięć lat życia spędził w domu rodzinnym walcząc z pogłębiającą się chorobą.
Za swoje osiągnięcia bojowe w czasie I wojny światowej Frederick Ernest Luff został odznaczony najwyższym brytyjskim odznaczeniem lotniczym: Distinguished Flying Cross.